# Tres Picachos
Tres Picachos es uno de los picos más altos de Puerto Rico, elevándose 1.205 metros sobre el nivel del mar (3.953 pies). Se encuentra en el límite entre los municipios de Ciales y Jayuya en la parte central de la isla, y pertenece a la Cordillera Central.
La montaña tiene tres picos comunes de los que se deriva el nombre. Se cree que los indios taínos pensaban que el monte era sagrado.